# 박용숙
박용숙(朴容淑, 1934년 9월 5일~2018년 11월 3일)은 대한민국의 소설가이다.
함경남도 함주(咸州) 출생이며, 1·4 후퇴 때 월남했다. 중앙대학교 국문과를 졸업했으며, 《자유문학》 잡지를 통해 소설 창작을 시작하였다. 《자유문학》 편집장, 홍익대 강사 등을 역임했으며, 1969년부터는 미술평론가로도 활약하였다. 1970년대 초부터 현실의식의 작풍(作風)을 보이기 시작, 〈소경 아즈바이〉, 〈목수 아바이〉 등의 단편을 발표했다. 저서로 장편소설 《순례자(巡禮者)》, 미술평론집 《한국미술론(韓國美術論)》, 역사서 《지중해 문명과 단군조선》,《샤먼제국》, 《샤먼문명》등이 있다.
1935년생이며 소설가로 출발한 저자는 한국 고고학계의 선구자격인 김원룡 교수와의 인연으로 고분 발굴 현장에 발을 들여놓게 되고, 이는 미술사의 연구로 이어졌다. 동덕여대 미술학과 교수와 미술평론가로 활동하며 《한국고대미술문화사론》 《한국이 시원사상》 《황금가지의 나라》 《한국미술의 기원》 《한국미술사 이야기》 《한국 현대미술사 이야기》 《샤먼제국》, 《샤먼문명》, 《천부경 81자 바라밀》등 미술사와 문명의 기원에 관한 책을 여러 권 냈으며, 일본의 제일서방의 제안으로 《샤머니즘으로 본 한국 고대미술문화사론》도 출간했다. 